# Convento de la Victoria (Aznalcázar)
El convento de Nuestra Señora de la Victoria fue fundado en el siglo XVI en Aznalcázar, provincia de Sevilla (Andalucía, España). Era de la Orden de los Mínimos de San Francisco de Paula. Fue desamortizado en 1835 y se derribó en el siglo XIX.

## Historia
El convento fue fundado el 25 de marzo (Día de la Anunciación) de 1558 por suscripción popular. Fernando Medina y Cabañas, caballero veinticuatro y correo mayor, donó al convento un terreno con 6.000 vides y una arboleda frutal a cambio del patronazgo de la capilla mayor.
En 1786 el convento contaba con cuatro religiosos. En 1810, con la invasión francesa, el convento fue exclaustrado. Los mínimos regresaron al mismo tras la retirada de las tropas francesas en 1812. En 1821 el convento tenía tres frailes encontraba deteriorado. Ese año, durante el Trienio Liberal, fue exclaustrado. La orden volvió a hacerse cargo del convento en 1823. En 1835 solo albergaba a un fraile. Ese año fue desamortizado.
El convento y la iglesia conventual fueron derribados en el siglo XIX. La iglesia parroquial de San Pablo tuvo un retablo con una imagen de San Francisco de Paula y otro con una imagen de la Virgen de la Soledad, probablemente provenientes del convento. Cuando la iglesia fue incendiada en 1936 por grupos anticlericales estas obras escultóricas se perdieron.